# Село (Чабар)
45°34′ пн. ш. 14°37′ сх. д. / 45.56° пн. ш. 14.62° сх. д.
Село (хорв. Selo) — населений пункт у Хорватії, в Приморсько-Горанській жупанії у складі міста Чабар.

## Населення
Населення за даними перепису 2011 року становило 41 осіб.
Динаміка чисельності населення поселення:

## Клімат
Середня річна температура становить 6,69 °C, середня максимальна – 19,17 °C, а середня мінімальна – -6,18 °C. Середня річна кількість опадів – 1589 мм.
| Клімат поселення                              | Клімат поселення | Клімат поселення | Клімат поселення | Клімат поселення | Клімат поселення | Клімат поселення | Клімат поселення | Клімат поселення | Клімат поселення | Клімат поселення | Клімат поселення | Клімат поселення | Клімат поселення |
| Показник                                      | Січ.             | Лют.             | Бер.             | Квіт.            | Трав.            | Черв.            | Лип.             | Серп.            | Вер.             | Жовт.            | Лист.            | Груд.            |                  |
| Середній максимум, °C                         | 2,81             | 3,15             | 5,76             | 9,66             | 14,12            | 17,92            | 19,04            | 19,17            | 15,59            | 11,33            | 6,19             | 2,56             |                  |
| Середня температура, °C                       | −1,68            | −1,34            | 1,27             | 5,17             | 9,64             | 13,41            | 15,68            | 15,82            | 12,24            | 7,97             | 2,84             | −0,8             |                  |
| Середній мінімум, °C                          | −6,18            | −5,83            | −3,22            | 0,68             | 5,14             | 8,94             | 12,32            | 12,48            | 8,88             | 4,62             | −0,51            | −4,16            |                  |
| Норма опадів, мм                              | 100              | 97               | 120              | 138              | 121              | 148              | 110              | 126              | 144              | 168              | 180              | 137              |                  |
| Середньомісячна швидкість вітру, м/с          | 3.00             | 3.19             | 3.27             | 3.04             | 2.82             | 2.70             | 2.51             | 2.59             | 2.64             | 2.94             | 3.15             | 3.19             |                  |
| Середньомісячна сонячна радіація, кДж/м²·день | 4315             | 7174             | 10312            | 14457            | 18502            | 19763            | 21030            | 17677            | 13112            | 8804             | 4698             | 3634             |                  |
| --------------------------------------------- | ---------------- | ---------------- | ---------------- | ---------------- | ---------------- | ---------------- | ---------------- | ---------------- | ---------------- | ---------------- | ---------------- | ---------------- | ---------------- |
| Джерело:                                      |                  |                  |                  |                  |                  |                  |                  |                  |                  |                  |                  |                  |                  |